# Can Garrigó
|  | Per a altres significats, vegeu «Can Garrigó (Bigues)». |

Can Garrigó era una masia de l'antic terme municipal de Sant Andreu de Palomar, situada a l'actual barri de Vilapicina i la Torre Llobeta del districte de Nou Barris.

## Història
Originalment, es coneixia com a Mas Sentmenat i pertanyia a la família noble dels Sentmenat, que ostentaren els títols de marquès de Castelldosrius i baró de Santa Pau. El 1827, Francesc Xavier d'Oms i de Santa Pau va vendre la finca a la família del notari Joan Oller i Quintana. Aquest va morir sense descendència el 1865 i la finca va passar a mans del metge Josep Vilardebò i Moret, que va morir el 1896 i la va deixar en herència al seu nebot Marcel·lí Viladerbò i Farnés, que fou alcalde de Lliçà de Vall.
Aquell mateix any, l'Ajuntament de Sant Andreu de Palomar va aprovar el pla d'urbanització de la finca, situada a mig camí entre el nucli antic i Santa Eulàlia de Vilapicina. Els carrers projectats es van retolar inicialment com a A, B, C, D, E, F, G, H, I i J, i aquest darrer encara manté el seu nom original: carrer de la Jota.
El 1900, la finca va ser adquirida per Maria dels Àngels Puig i España, esposa de Delmir de Caralt i Sala i cosina segona del pintor Ramon Casas i Carbó. El 1902 va començar a parcel·lar i vendre terrenys de la finca, i una bona part passaria a mans de la família Casas, que compraren tres illes senceres, on anys més tard Santiago Codina i Casas, nebot del pintor, construiria les cases del carrer de Pardo i el passatge de Santa Eulàlia.
Ângels Puig va morir el 1947, i la finca va ser heretada pel seu fill Delmir de Caralt i Puig, El 1961 va desnonar els Capmany, masovers de la finca durant uns 130 anys, per a enderrocar la masia, i el 1964 va demanar permís per a construir habitatges entre els carrers de la Riera de Horta, Santapau, Emili Roca i Escòcia. A la seva mort el 1990, fou succeït pel seu nebot i encara tenia propietats a la zona, com la plaça de Garrigó, planificada el 1896 i expropiada el 2002 per a la construcció d'un aparcament soterrat.